# Субанг-Джая
Субанг-Джая (малайск. Subang Jaya) — город в южной трети округа Петалинг в штате (султанате) Селангор Малайзии. Он состоит из районов от SS12 до SS19, UEP Субанг-Джая (USJ), Путра-Хайтс, Бату-Тига, а также PJS7, PJS9 и PJS11 Бандар-Санвей, последний из которых частично находится под юрисдикцией городского совета Петалинг-Джая. Городом управляет городской совет Субанг-Джая (MBSJ), который также управляет другими районами округа Петалинг, такими как Пучонг и Сери-Кембанган. По данным городского совета Субанг-Джая, в 2020 году в Субанг-Джае проживало 968 930 человек, что делает его шестым по численности населения городом в Малайзии.

## История
Ранее на этом месте располагалась каучуковая плантация под названием Сифилд-Истейт. Первоначально это была часть округа Кланг, но позже она была передана муниципалитету Петалинг-Джая.
Разработанное Sime UEP Properties Berhad, подразделением по развитию недвижимости малазийского конгломерата Sime Darby, строительство Субанг-Джая началось 21 февраля 1976 года с 342 единицами террасных и торговых домов. Sime UEP завершила все жилые застройки в посёлке в июне 1988 года, и после этого коммерческая застройка продолжилась. Тем временем Sime UEP начала расчищать землю для застройки USJ. В 1999 году Sime UEP начала застройку Путра-Хайтс, которая расположена на южной оконечности Субанг-Джая.
По оценкам, в 1988 году население Субанг-Джая составляло от 55 000 до 70 000 человек.
В 1997 году Субанг-Джая получил статус муниципалитета, в результате чего окружной совет Петалинга стал муниципальным советом Субанг-Джая. В состав муниципалитета входят территории, находившиеся в ведении бывшего окружного совета Петалинга, а также некоторые территории, переданные из Петалинг-Джая, Пучонга и Шах-Алама. Это означает, что муниципалитет MPSJ обладает властью местного самоуправления не только в центре города Субанг-Джая, но и в USJ, Путра-Хайтс, Бату-Тига, Бандар-Санвей, Пучонг, Бандар-Кинрара, Сери-Кембанган и Балаконг. С парламентской точки зрения муниципальный район Субанг-Джая полностью охватывает избирательные округа Пучонг и Субанг, а также части избирательного округа Кота-Раджа, в которые в основном входит Путра-Хайтс. На западной стороне Субанг-Джая Бату-Тига охватывает такие территории, как промышленный парк высоких технологий Субанг, Таман-Мутиара-Субанг, Таман-Субанг-Мас и Tropicana Metropark. Сам город Субанг-Джая находится в избирательном округе Субанг, а Сери-Кембанган и Пучонг попадают в избирательный округ Пучонг. В декабре 2019 года было официально объявлено, что муниципалитет Субанг-Джая будет повышен до городского совета после долгого 5-летнего ожидания с момента подачи заявления MPSJ в 2014 году.

## Управление
С 2013 года избирательный округ Субанга (P104, ранее называвшийся Келана-Джая) в Деван Ракьяте представлен Вонг Ченом из Пакатан Харапан — Партии народной справедливости (PKR), а место в Ассамблее штата Селангор от Субанг-Джая представлено Мишель Нг Мей Сзе из Пакатан Харапан — Партия демократического действия (DAP).

## Демография
По состоянию на 2020 год в муниципалитете Субанг-Джая проживало 902 086 жителей, что делает его четвёртым по численности населения в Малайзии. Субанг-Джая является основным городом муниципалитета, также состоящего из крупных городов, таких как Пучонг, Сери-Кембанган и Сери-Серданг. Большую часть населения составляют китайцы, за которыми следуют малайцы, индийцы и другие.
| Китайцы       |  |  | 41.06 % |  |
| Малайцы       |  |  | 37.15 % |  |
| Бумипутра     |  |  | 1.13 %  |  |
| Индийцы       |  |  | 10.24 % |  |
| Другие        |  |  | 0.81 %  |  |
| Не-малайзийцы |  |  | 9.61 %  |  |

## Торговля
Subang Parade, Empire Subang, Sunway Pyramid, Aeon Big Subang и SS15 Courtyard являются основными торговыми достопримечательностями в районах центра города Субанг-Джая. В соседнем тауншипе Бандар-Санвей находится Sunway Lagoon, тематический водный парк развлечений, который является туристической достопримечательностью по всей стране. Коммерческий район SS15 служит центральным развлекательным и деловым районом Субанг-Джая. В этом районе также есть множество международных точек питания и напитков, кафе, ресторанов, бутиков и банков. В этом районе также есть много высотных офисных зданий и обслуживаемых жилых домов.
В USJ есть торговые центры, такие как Da Men, Main Place, One City, The Summit, The 19 USJ City Mall, Giant USJ и Mydin USJ, которые предоставляют больше возможностей для шопинга. Главным коммерческим центром тауншипа USJ является USJ Taipan, который является оживленным деловым районом. В окрестностях USJ разбросано множество небольших коммерческих зон, предлагающих удобства и комфорт.

## Отдых
Самым большим парком отдыха в Субанг-Джая является парк Субанг-Риа, расположенный недалеко от медицинского центра Sime Darby в SS12. В период своего расцвета в 1990-х годах парк был местом катания на лодках с теннисным кортом, пейнтбольными и картинговыми аренами. По состоянию на 2015 год это был парк, в основном используемый для пробежек, с ухудшением состояния других ресурсов в парке после нескольких лет забвения. В 2023 году, парк Субанг-Риа был модернизирован с улучшением условий. Для посещения городского парка есть Tropicana Metropark, который включает в себя 9,2 акра (3,7 га) центрального парка с такими особенностями, как искусственное озеро с системой биофильтрации для предотвращения размножения комаров, пешеходная набережная и полоса еды и напитков для отдыха на открытом воздухе.
Стадион MBSJ в USJ 5 включает в себя большой футбольный газон и легкоатлетическое беговое поле. Библиотеку Hypermedia, зоопарк и художественную галерею можно найти в Kompleks 3C MPSJ. В Субанг-Джая есть много крытых футбольных центров, площадок для сквоша, тенниса и бадминтона. Гольф-клубы включают Subang Racquet and Golf Club, Subang National Golf Club, Glenmarie Golf & Country Club и Saujana Golf and Country Club.